# 빈센트 K. 브룩스
빈센트 케이스 브룩스(영어: Vincent Keith Brooks 1958년 10월 24일~)는 미 육군의 예비역 장성이다. 미국 육군사관학교 졸업 이후 소위로 임관하였다. 코소보, 이라크 등에서 활동하였으며 2016년 4월 30일부터 2019년까지 주한미군 사령관 및 한미연합사 사령관을 맡았다. 최초의 유색인종 주한미군 사령관이기도 하다. 트럼프 정부 이후 출범한 바이든 행정부의 새로운 주한대사로 거론되고 있었으나, 이는 언론사의 오보인 것으로 밝혀졌다. 최근 미국의 새로운 한반도정책으로 남ㆍ북ㆍ미 동맹론을 제안하여 조명을 받고 있다. 은퇴 이후 미국의 외교안보 전략 자문업체 웨스트이그젝 어드바이저스에서 자문위원으로 활동하고 있다.

## 군 경력

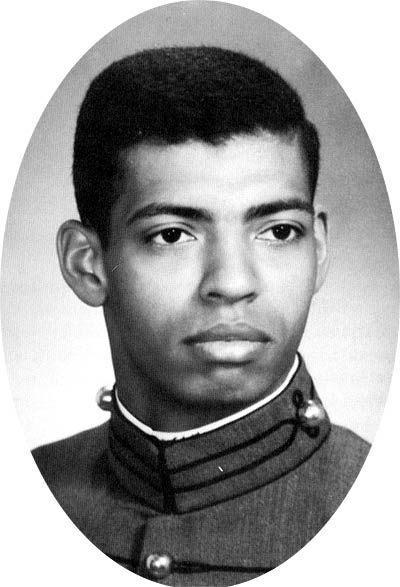
미국 육군사관학교 생도 시절 빈센트 브룩스

1980년 미국 육군사관학교를 졸업했다. 임관 후 한국과 코소보 등지에서 근무하였다. 미 태평양 육군과 미 중부 육군의 사령관을 역임했다.

### 주한미군 사령관
조선민주주의인민공화국이 핵무기 역량을 급속도로 강화하는 상황에 주한미군 사령관이 된 빈센트 브룩스는 미국 CBS 방송과의 인터뷰에서, 만일 북한이 핵무기를 사용한다면 효과적이고 압도적으로 대응할 것이라고 말하며, 북한을 지도에서 없애는 것도 배제하지 않는다고 강조하였다.

## 가족
- 부친 : 레오 브룩스 시니어(Leo A. Brooks Sr.) - 미 육군 소장 (예비역)
  - 형 : 레오 브룩스 주니어(Leo A. Brooks Jr.) - 미 육군 준장 (예비역)
- 숙부 : 프랜시스 브룩스(Francis K. Brooks) - 버몬트주 상원의원(2017~2019)
- 사촌 : 마크 퀀더(Mark C. Quander) - 미 육군 준장 (공병)